# Tethering
Il tethering (traducibile con "incatenamento") consiste nell'uso di un telefono cellulare (o di un altro dispositivo mobile con connessione Internet) come gateway per offrire accesso ad internet ad altri dispositivi che ne sono sprovvisti. 

## Modalità di funzionamento
La connessione tra i due dispositivi può avvenire via wireless (Bluetooth o Wi-Fi) o in maniera cablata (USB). Se il tethering wireless è effettuato tramite Wi-Fi, il dispositivo assume funzionalità di Access Point (AP).
Da un punto di vista tecnico, il dispositivo mobile applica una traslazione di indirizzi (e porte) tra due differenti interfacce, con una tecnica chiamata Network address translation (o NAT), o, più precisamente, una particolare tipologia di NAT, che prende il nome di NAPT (Network Address Port Translation) -come da documentazione ufficiale RFC2663-, oppure "symmetric NAT" o, infine, dal nome impiegato nella documentazione Linux, "IP Masquerading".

## Aspetti legali
Questa tecnica potrebbe violare il contratto con l'operatore di connessione mobile, che potrebbe disporre di offerte differenti per connessioni da dispositivo mobile o da PC. 
Alcuni operatori potrebbero richiedere un pagamento "una tantum" per abilitare il tethering.

## Implementazione nei sistemi operativi
Alcuni sistemi operativi che offrono questa tecnologia sono:
- Android dalla versione Froyo 2.2. Era comunque possibile abilitare il tethering nelle versioni precedenti acquisendo privilegi di root (rooting) e modificando la iptables tramite Linux
- Blackberry
- iOS dalla versione iOS 3. Era comunque possibile abilitare il tethering con jailbreak
- Bada
- Symbian
- Windows Phone 7 dalla versione Mango con aggiornamento Firmware
- Windows Phone 8
- Windows 10 Mobile